# Meglena Kunewa
Meglena Sztiłjanowa Kunewa, bułg. Меглена Щилянова Кунева (ur. 22 czerwca 1957 w Sofii) – bułgarska prawniczka i polityk, wiceminister spraw zagranicznych (2001–2002), przewodnicząca Komitetu Integracji Europejskiej (2001–2006) i minister ds. europejskich (2002–2006), od 1 stycznia 2007 do 2 lutego 2010 komisarz Unii Europejskiej ds. ochrony konsumenta jako pierwszy bułgarski członek Komisji Europejskiej, od 2014 do 2017 wicepremier, od 2016 również minister edukacji i nauki.

## Życiorys
Ukończyła studia na wydziale prawa Uniwersytetu Sofijskiego im. św. Klemensa z Ochrydy, na którym następnie uzyskała stopień doktora (1984). Kontynuowała karierę naukową, w tym samym czasie prowadziła w radiu publicznym BNR program o tematyce prawniczej. W 1990 została starszym legislatorem w Rządowym Centrum Legislacji. Na tym stanowisku pracowała do 2001. W międzyczasie ukończyła fakultet spraw zagranicznych na Georgetown University.
W wyborach parlamentarnych w 2001 została wybrana do Zgromadzenia Narodowego z listy Narodowego Ruchu Symeona Drugiego. Dwa miesiące po wyborach, w sierpniu 2001, zrezygnowała z mandatu, ponieważ została delegowana na stanowiska wiceministra spraw zagranicznych i przewodniczącą Komitetu Integracji Europejskiej w nowo utworzonym rządzie. Była głównym negocjatorem prowadzącym rozmowy w sprawie przystąpienia Bułgarii do Unii Europejskiej. Specjalnie dla niej w maju 2002 został utworzony urząd ministra ds. europejskich w gabinecie Symeona Sakskoburggotskiego. Pozostała na tym stanowisku po wyborach parlamentarnych 2005, kiedy władzę w kraju przejęła koalicja BSP-NDSW-DPS, a na czele nowego gabinetu stanął socjalista Sergej Staniszew.
26 października 2006 Meglena Kunewa otrzymała nominację na pierwszego bułgarskiego członka Komisji Europejskiej. José Manuel Barroso desygnował ją na stanowisko komisarza ds. ochrony konsumenta. Parlament Europejski zaakceptował tę nominację 12 grudnia tego samego roku (583 głosy za, 21 przeciw, 28 wstrzymujących się). Urząd komisarza objęła 1 stycznia 2007, kiedy to Bułgaria została oficjalnie państwem członkowskim, zaprzysiężenie odbyło się 22 stycznia przed Trybunałem Sprawiedliwości w Luksemburgu. W 2008 otrzymała nagrodę dla najlepszego komisarza UE ufundowaną przez czasopismo „European Agenda”.
W wyborach do Parlamentu Europejskiego w 2009 startowała z listy Narodowego Ruchu na rzecz Stabilności i Postępu, uzyskując mandat deputowanej z najlepszym wynikiem w kraju. Zrezygnowała z jego objęcia, pozostając w składzie Komisji Europejskiej.
Chociaż należała do najlepiej ocenianych komisarzy, nowy premier Bułgarii Bojko Borisow, niedługo po wygraniu przez jego partię GERB wyborów parlamentarnych, zapowiedział, że Meglena Kunewa nie otrzyma ponownej nominacji. Zamiast niej wybrał minister spraw zagranicznych ze swojego rządu Rumjanę Żelewą, która jednak zrezygnowała w wyniku zarzutów o zatajenie udziałów w firmie konsultingowej oraz o konflikt interesów, po czym zastąpiła ją Kristalina Georgiewa.
Po odejściu z Komisji Europejskiej została doradcą Siima Kallasa. Weszła również w skład rady dyrektorów grupy bankowej BNP Paribas. Objęła też funkcję przewodniczącej rady zarządzającej think tanku European Policy Centre.
W 2011 Meglena Kunewa wzięła udział w wyborach prezydenckich jako kandydatka niezależna, w pierwszej turze głosowania zajęła 3. miejsce, zdobywając 14% głosów poparcia. Założyła także nową partię polityczną pod nazwą Ruch „Bułgaria na rzecz Obywateli”, która w wyborach w 2013 nie przekroczyła jednak wyborczego progu. W 2014 Meglena Kunewa dołączyła ze swoją partią do Bloku Reformatorskiego, bez powodzenia startując z pierwszego miejsca do Europarlamentu. W tym samym roku została natomiast wybrana do Zgromadzenia Narodowego 43. kadencji.
7 listopada 2014 objęła urząd wicepremiera ds. polityki europejskiej i kwestii instytucjonalnych w drugim rządzie Bojka Borisowa. 3 lutego 2016 została również ministrem edukacji i nauki w tym samym gabinecie. Urzędy te sprawowała do stycznia 2017, w tym samym roku ustąpiła z przywództwa w partii.
W 2018 otrzymała nominację na ambasadora Unii Europejskiej przy Radzie Europy.

## Życie prywatne
Meglena Kunewa jest żoną finansisty Andreja Prymowa, ma jednego syna. Mówi biegle po angielsku, francusku i rosyjsku. Jest katoliczką.